# Vitos forensisch-psychiatrische Ambulanz Hessen

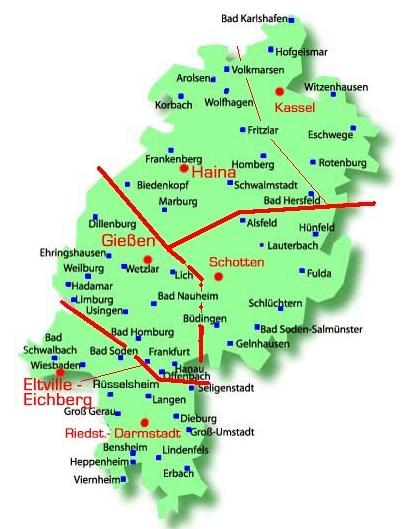
Die regionale Zuständigkeit der FPA orientiert sich an den Landgerichtsbezirken in Hessen

Die Vitos forensisch-psychiatrische Ambulanz Hessen wurde 1988 als Institutsambulanz an der heutigen Vitos Klinik für Forensische Psychiatrie Haina gegründet. Sie ist die älteste, kontinuierlich arbeitende Spezialambulanz Deutschlands auf dem Gebiet der Nachsorge psychisch kranker Rechtsbrecher. Seit Januar 1990 ist die Nachsorgeambulanz nach § 118 SGB V als Psychiatrische Institutsambulanz (PIA) von den Kostenträgern anerkannt und seit 2009 eigenständige Betriebsstätte der Vitos Haina gGmbH mit Standorten in Haina, Gießen, Kassel, Schotten, Eltville am Rhein und Riedstadt.
Primäre Aufgabe der Ambulanz (FIA-Funktion; Forensische Institutsambulanz) ist die Nachbetreuung bedingt entlassener, ehemaliger Patienten des hessischen Maßregelvollzuges für psychisch kranke Rechtsbrecher (§ 63 StGB). Die FPA ist spezialisiert auf die Einschätzung individueller Risiken, deren Beurteilung und Bewertung sowie auf ein suffizientes Risikomanagement bei psychisch kranken oder gestörten Menschen mit und ohne forensisch relevantem Hintergrund.

## Behandlung
Im Rahmen der genuinen Aufgabe der Fachambulanz erfolgt die Nachbetreuung der gemäß § 67 d Abs. 2 StGB bedingt aus dem stationären Maßregelvollzug Hessens entlassenen, psychisch kranken Patienten in der Zeit der Führungsaufsicht (N=199) oder einer nach §68c StGB angeordneten unbefristeten Führungsaufsicht (N=33). Entsprechend der Gesetzeslage des Landes werden zudem Patienten mitbetreut, die gemäß §9 HessMRVollzG zum Zweck der Erprobung einer bedingten Entlassung für die Dauer von sechs bis höchstens acht Monaten aus dem offenen stationären Vollzug beurlaubt sind (sog. Entlassungsurlauber, N=25). Diese Klientel, die in den meisten anderen Bundesländern als sog. Probewohner oder Langzeitbeurlaubte die (ausschließliche) Kerngruppe der Nachsorge bilden, macht in Hessen über alle Jahre regelmäßig lediglich rund 10 % der Gesamtklientel aus (aktuell 8,7 %); sie gelten weiterhin als Maßregelvollzugspatienten und haben nach § 28(3) HessMRVollzG einen Anspruch auf Gesundheitsvorsorge durch die zuständige Einrichtung des Maßregelvollzuges. Weitere 7,7 % der Klientel setzt sich aus Probanden zusammen, die zuvor nicht stationär behandelt waren und im Rahmen einer Hauptverhandlung eine Maßregel nach §63 StGB erhielten, die zugleich mit ihrer Anordnung unter Auflagen und Weisungen zur Bewährung ausgesetzt wurde (§67b StGB, N=22).

## Aufnahme- und Finanzierungsmodalitäten
Schließlich werden durch die Fachambulanz noch einige weitere Probanden betreut, die bspw. in einem Strafverfahren eine Bewährungsstrafe unter der Auflage forensischer Nachsorge erhielten, deren vorläufige Unterbringung bis zur Hauptverhandlung ausgesetzt ist oder die als sog. Tatbereite durch Ambulanzbetreuung an der Begehung einer Straftat gehindert werden sollen (N=7). Alles in allem betreut die Ambulanz in diesem überwiegend strafrechtlich geregelten Kontext zum Stichtag (1. Dezember 2010) hessenweit 286 Probanden.
Daneben fungiert die Fachambulanz auch als Nachsorgeeinrichtung für Probanden, die zwar forensische und/oder psychiatrische Risiken tragen, aber nicht (mehr) dem obigen rechtlichen Rahmen unterliegen (PIA-Funktion; Psychiatrische Institutsambulanz). Dies sind vor allem ehemalige Probanden, die nicht mehr unter Führungsaufsicht stehen (N=67), aber auch allgemeinpsychiatrische high-risk-Patienten in Bezug auf gewalttätige und/oder strafrechtliche Verfehlungen (N=104) sowie Personen, die vor (drohendem), während oder nach Strafvollzug die spezifischen Angebote der Ambulanz nutzen (N=9). Diese zweite Gruppe der durch die Ambulanz betreuten Probanden besteht aktuell aus insgesamt 180 Personen.
Neben den rechtlichen Rahmenbedingungen – strafbewehrte Nachsorge der Primärklientel, Freiwilligkeit der Sekundärklientel – liegt der Hauptunterschied vor allem in der Finanzierung. Die Forensisch-psychiatrische Ambulanz wird seit dem Jahr 2002 auf Grundlage eines Kabinettsbeschlusses im Umfang der Primärklientel finanziert. Kalkulatorische Basis ist dabei eine sog. caseload-gestützte Finanzierung nach dem Modell „1 Ambulanzmitarbeiter für 11 Probanden“; zusätzlich werden 4,0 Leitungs- und 4,0 Arzthelferin-Vollkraftstellen finanziert. Da die Nachsorgeambulanz als PIA anerkannt ist, können alle Probanden, so die formalen Voraussetzungen erfüllt sind, im Rahmen der in Hessen gültigen Finanzierung der Betreuung psychisch kranker Menschen durch PIAs mit rund 238 €/Quartal oder ca. 2,50 €/Kalendertag über die KV abgerechnet werden. Der hieraus erzielte Erlös fließt an das Land zurück. Bei tatsächlichen Kosten in 2010 von 29 € pro Betreuungstag übernimmt das Land Hessen damit faktisch derzeit über 85 % der Gesamtkosten der Ambulanz.
Mit allen Probanden werden Behandlungsverträge respektive Behandlungsvereinbarungen geschlossen, die eine – auch formaljuristisch wirksame – Verbindlichkeit in die Arbeit einziehen. Im Falle einer Betreuung der Primärklientel erfolgt die Beauftragung der Ambulanz zudem regelhaft durch Aufnahme in die Weisungen des jeweiligen Entlassungsbeschlusses.
Das Personal der Nachsorgeambulanz setzt sich zurzeit aus 6 Fachärzten, 6 langjährig erfahrenen Ärzten, 3 Psychologischen Psychotherapeuten, 4 Psychologen, 4 Fachkrankenpflegern, 3 Krankenpflegern, 1 Heilerziehungspfleger und 6 Sozialarbeitern-/Sozialpädagogen zusammen, die nach dem „shared management Prinzip“ betreuen. 5 Arzthelferinnen unterstützen die Arbeit.
Zwischen allen Standorten besteht eine elektronische Vernetzung zum schnellen Informations- und Datenaustausch sowohl untereinander, als auch für die Kommunikation innerhalb des Betreuungsnetzwerkes, mit der Bewährungshilfe oder der Justiz. Bezüglich der Zusammenarbeit mit der Justiz bestehen dabei sehr kurze Wege zu den für die Führungsaufsichtverläufe zuständigen Strafvollstreckungskammern, während in Hessen die Führungsaufsichtstellen traditionell eher wenig Raum innerhalb dieser spezifischen Führungsaufsichten einnehmen.
Aktuell werden rund 64 % der Probanden ausschließlich aufsuchend (1999: 47 % von 2 Standorten), weitere 20 % alternierend betreut. Konzeptuell liegt diesem Vorgehen die Erkenntnis zu Grunde, dass nur durch Einblicke in den Nahraum der Probanden und durch Kontakte mit wichtigen Bezugspersonen aus dem Lebens- und Arbeitsbereich der Klientel der Kernauftrag forensischer Nachsorge – die repetierende Kaskade aus Risikoeinschätzung–Prognosebildung–Risikomanagement qualifiziert durchzuführen ist. Dabei wird nach einer ersten, sehr gründlichen Einschätzung aller neu aufgenommenen Probanden bezüglich ihrer psychosozialen Fähigkeiten, Wünsche und Bedürfnisse, medizinischer Diagnosen und medikamentöser Therapie sowie individueller forensischer Risiken, der Erstellung eines „Erste-Hilfe- oder Alarm-“ sowie eines Therapieplanes für die Dauer der Betreuung eine Einstufung der Probanden in einen für Ambulanzzwecke entwickelten Stufenplan vorgenommen, der, orientiert an probandenimmanenten Risiken, die Betreuungsintensität verbindlich festschreibt. Die Kontaktfrequenz schwankt dabei zwischen monatlichen Einmalkontakten und mehreren Kontakten pro Woche und ist angelehnt an das Prinzip des ACT (assertive community treatment).

## Aufnahme und Finanzierung „externer Probanden“
Alle potenziellen externen FPA-Probanden (Probanden aus dem oder vor/statt Strafvollzug, forensische und/oder psychiatrische high-risk-Probanden, alle außerhessische Probanden) können einen Vorstellungstermin im Team und in den Räumen der regional zuständigen FPA-Niederlassung erhalten. Voraussetzung hierfür ist, dass zuvor alle verfügbaren und relevanten Probandenunterlagen (aktuell geführte Akten, Vorbefunde, Gutachten etc.) zur kurzfristigen Einsichtnahme überlassen werden, eine Schweigepflichtentbindung des potenziellen Probanden gegenüber dem Auftraggeber vorliegt und die Finanzierung des Aufnahmeprocederes sichergestellt ist. Die Kosten für die Erstexploration und Kurzbegutachtung ergeben sich dabei aus dem notwendigen Zeiteinsatz, multipliziert mit dem für Prognosegutachten jeweils gültigen Satz des JVEG (§9 Absatz 1; Anlage).
Wenn diese Voraussetzungen erfüllt sind, erfolgt i. d. R. spätestens zwei Wochen nach Eingang der Unterlagen der Vorstellungstermin. Ggf. schließen sich weitere Termine (z. B. zur Durchführung testpsychologischer Untersuchungen oder zur Exploration naher Bezugspersonen) zur Validierung der bis dahin bekannt gewordenen Informationen an.
Auf dieser Grundlage wird dann ein schriftliches Kurzgutachten, in dem regelmäßig die diagnostische und forensische Einschätzung sowie sich daraus ggf. ergebende Fragen des individuellen Risikomanagements oder sonstige Therapieempfehlungen dargelegt werden, erstellt und dem Auftraggeber überlassen.
Eine Zwangsläufigkeit der Betreuung durch die FPA ergibt sich aus dem Durchlaufen der o. g. Untersuchung nicht. Auch der Beschluss eines Gerichtes, sich in der Ambulanz vorzustellen oder sich durch die FPA behandeln oder betreuen zu lassen oder die Aufnahme in das Sicherheitsmanagement begründet ohne das oben skizzierte Procedere keine Maßnahmen der FPA.
Eine Betreuung durch die FPA setzt weiterhin das Einverständnis des Probanden mit den vorgeschlagenen Therapiemaßnahmen, ggf. zuzüglich der Übernahme einer Kontrollfunktion und Berichterstattung an den Auftraggeber/das Gericht voraus. Die alleinige Übernahme einer intensiven psychosozialen Kontrollfunktion stellt regelmäßig keine Indikation zur Betreuung dar.
Sollte im Einzelfall die Indikation für eine Betreuung gestellt werden, so kann diese erst nach Sicherstellung der weiteren Finanzierung und Kostenzusage Dritter einsetzen. Der Finanzierungssatz richtet sich dabei nach der Art der indizierten Angebote. Rein medizinisch-psychiatrische und/oder psychotherapeutische (Einzel-/Gruppen-) Therapien werden nach den aktuell gültigen Abrechnungssätzen (GOÄ bzw. EBM; GOP) berechnet. Eine umfassende Regelbetreuung durch die FPA (Therapiemaßnahmen plus Kontrolle) erfordert jeweils eine individuelle Kostenzusage, die sich in Abhängigkeit von der notwendigen Betreuungsintensität zwischen 40,- und 100,-€/betreutem Kalendertag bewegt.

## Ampelprinzip
In der Praxis orientiert sich forensische Nachsorge am Ampelprinzip, wonach je nach aktueller Risikoeinschätzung im Kontakt umgehende stationäre Interventionen (rot), Intensivierungen der Nachsorge (gelb) und/oder (spezifische kriminal-)therapeutische Interventionen (grün) erfolgen. Dabei reicht das Spektrum der Therapieangebote von kernpsychiatrischen Interventionen wie Diagnostik und Psycho-/Sozio- und Pharmakotherapie psychiatrischer Störungsbilder über die Bildung und Koordination nachsorgender Netzwerke bis hin zu spezifischen kriminaltherapeutischen Interventionen für Gewalt- und Sexualstraftäter (Reasoning&Rehabilitation-, Relapse Prevention Programme).
Ziel der forensisch-psychiatrischen Nachsorge ist die Verhinderung (weiterer) strafbarer Handlungen durch eine Sicherstellung der notwendigen ambulanten psychiatrisch-psychotherapeutischen Basistherapie und die Befähigung des Probanden, selbständig innerhalb bestehender gesellschaftlicher Strukturen psychisch stabil und straffrei zu leben. Die Erfolgsquote ist hoch: weit über 90 % aller ehemals betreuten Probanden sind in einem mittleren Follow-up-Zeitraum von 3,3 Jahren (min.: 0 Tage, max.: 20 Jahre, Median: 3,0 Jahre) rückfallfrei geblieben.
Derzeit arbeiten multiprofessionell zusammengesetzte Teams von fünf Standorten (Haina, Kassel, Gießen, Schotten, Eltville-Eichberg; rote Punkte; s. Hessenkarte). In den kommenden Jahren wird an der zukünftigen Klinik in Riedstadt ein sechster Standort hinzukommen. Dabei orientieren sich die Versorgungsregionen an Landgerichtsbezirken und lokalen gemeindepsychiatrischen Strukturen.
Im äußersten Westen Hessens ist in Hadamar zudem eine forensische Nachsorgeambulanz für ehemals stationäre Maßregelvollzugspatienten nach § 64 StGB angesiedelt; hier wird in naher Zukunft am neuen Klinikstandort Merxhausen ebenfalls ein weiterer Nachsorgestandort entstehen.

## Erfolgsbilanz
Erfolgreiche + Gescheiterte
Quartal IV-1988 bis Quartal III-2010
| FPA-Probanden ohne EXOTEN | Anteil in % | Pbd./Jahr (22;0 Jahre) | Erfolgreiche + Gescheiterte |
| ------------------------- | ----------- | ---------------------- | --- |
| 1072                      |             | 48,7                   | at-risk-to-fail-Kandidaten inkl. Entlassungsurlauber (EU’ler), davon |
| 42                        | s. u.       | 1,9                    | im Verlauf verstorben 10× Suicid, 10× CA, 20× natürlicher Tod; 2× unklar |
| 394                       | 83,0        | 24,9                   | Nachsorge ohne neue Delinquenz erfolgreich beendet |
| 454                       | s. o.       |                        | noch in FPA-Nachsorge |
| 130                       | 12,1        | 5,9                    | ohne Delikt, mit Weisungsverstoß gescheitert (darunter EU’ler N= 43/ 33,3% [ 17/ 22,7%; 21/ 23,1%; 38/ 35,2%; 40/ 32,5%]) |
| 52                        | 4,9         | 2,4                    | mit delinquentem Verhalten gescheitert (darunter EU’ler 4 [1;2;2;4]) 60% Rückfall gleich (N=31), 35% Rückfall leichter (N=18), <6% Rückfall schwerer (N=3) 1× Vergew. Sex mG + Mord (2000); 1× schw. Brandstiftung KV (2002); 1× gef. KV, Raub Sex mG (2006); 14x neuer 63er, 5× Haft, 33× Widerruf alter 63er |